# Ys vs. Sora no Kiseki: Alternative Saga
Ys vs. Sora no Kiseki: Alternative Saga (イースvs.空の軌跡 オルタナティブ・サーガ, Iisu vs. Sora no Kiseki: Orutanatibu Saaga, lit: 'Ys vs traces del cel: Saga alternativa') és un joc de lluita crossover desenvolupat i publicat per Nihon Falcom. Va sortir per primer cop al Japó per a PlayStation Portable el 29 de juliol de 2010.

## Jugabilitat
Alternative Saga és un joc de lluita crossover, de concepte semblant a Super Smash Bros, Dissidia Final Fantasy i Tales of VS, en què el jugador tria personatges d'una sèrie JRPG i els controla en combats de fins a quatre jugadors contra altres personatges de les diferents franquícies. Alternative Saga agafa els seus personatges de les sèries de Nihon Falcom, Ys i Trails (principalment la trilogia Trails in the Sky), i s'hi juga des d'una perspectiva aèria.
El joc té un "Mode història" en el qual un sol jugador participa en una sèrie de combats i entremig va experimentant la història. Hi ha cinc nivells de dificultat disponibles. A més a més, el multijugador local entre dos i quatre jugadors també és possible mitjançant una connexió ad hoc entre els sistemes PlayStation Portable. Es poden fer combats tant competitius com cooperatius.

### Personatges
La llista de personatges jugables està formada per personatges de la sèrie Ys i Trails.
Pel que fa a Ys, trobem l'Adol Christin, en Dogi, l'Elk, la Mishera, l'Aisha, en Geis, la Cruxie i en Chester Stoddart. Pel que fa a Trails, trobem l'Estelle Bright, en Joshua Bright, la Tita Russell, l'Agate Crosner, l'Olivier Lenheim, la Kloe Rinz, la Renne, en Leonhardt i en Lloyd Bannings.
El joc també utilitza un sistema de suport, que implica triar un personatge controlat per ordinador que ajudi temporalment el jugador. Alguns d'aquests personatges provenen d'altres jocs de Falcom, com en Jurio i la Chris de The Legend of Heroes II: Prophecy of the Moonlight Witch, la Dela de Brandish i els Gurumins de Gurumin.

## Desenvolupament i publicació
El joc es va anunciar per primera vegada en un número de Dengeki PlayStation el novembre de 2009. La raó per la qual es va fer el joc és que Nihon Falcom volia fer ús de la funció multijugador local sense fil ad hoc de PlayStation Portable, cosa que no havien pogut provar en títols JRPG anteriors. També van pensar que encara que Trails in the Sky i Ys fossin JRPG, tenien moltes coses en comú amb els jocs de lluita, cosa que els acostava de manera natural. El mes següent d'anunciar-se van mostrar més detalls com per exemple que el motor del joc es basava en Ys Seven. El joc està completament doblat. A més, la música del joc és una combinació de composicions originals i nous arranjaments de cançons de jocs anteriors d'Ys i Trails.
El joc va sortir el 29 de juliol de 2010 al Japó. A més de la versió estàndard, també se'n va publicar una edició limitada especial, que a més del joc, contenia la banda sonora del joc, una banda sonora dels grans èxits de Falcom de música seleccionada de la seva biblioteca de jocs, un fullet especial d'informació del joc i una carta especial de Sparkling Victory, un joc de cartes col·leccionables promocional. El lloc web Siliconera havia especulat que seria probable que es localitzés en anglès a causa de la relació de Xseed Games amb Falcom, les declaracions de Falcom de centrar-se encara més en els mercats occidentals al voltant del 2010 i el fet que seria menys feixuc de traduir que el típic JRPG amb molt de text. El 16 d'octubre de 2021 se'n va publicar una traducció feta per fans amb el títol de Ys vs. Trails in the Sky: Alternative Saga.

## Recepció i venda
El joc va debutar vuitè a les llistes de videojocs japonesos de Media Create, havent venut 30.047 còpies la primera setmana, i setè a les llistes de Famitsu. També va ser un dels nombrosos jocs que IGN va esmentar com a impulsor de la PSP aquella setmana, ja que la consola havia duplicat les vendes respecte a la setmana anterior. El joc es va vendre prou bé per garantir una reedició econòmica temàtica de "Sony the Best" el juliol de 2011.